# 2005年衆院選合憲判決
2005年衆院選合憲判決（2005ねんしゅういんせんごうけんはんけつ）とは、日本において、2005年9月11日に行われた第44回衆議院議員総選挙において、東京2区、5区、6区、8区、9区、11区、12区の選挙人が小選挙区選挙における区割り及び選挙運動に関する公職選挙法等の規定が憲法に違反するとして、これに基づいて行われた選挙も無効であるとして主張して提起した選挙無効訴訟である。いわゆる一票の格差を問題視する日本における訴訟の1つ。
最高裁判所多数意見は、従来の判例を踏襲して、いずれも合憲とした。なお、同時に神奈川15区の選挙人もこれと同様の訴訟（平成18年（行ツ）第175号）も提起し、同時に審理され、ほぼ同じ判決が同じ日に下されている。

## 関連事項
- 第44回衆議院議員総選挙
- 選挙運動